# 오승윤 (화가)
오승윤(吳承潤, 1939년 ~ 2006년 1월 13일)은 대한민국의 서양화가이다. 화가 오지호의 아들로 광주광역시 출생이다. 개성에서 태어나 8·15광복 무렵까지 그곳에서 살다가 남한으로 내려와 유년 생활을 전남 화순 동북에서 보낸 뒤 광주 지산동으로 옮겨왔다고도 한다.1964년 홍익대학교 미술대학 회화과졸업하였다.1974년 전남대학교 사범대학 미술교육과창설 초대 학과장역임하였다.1976년 국전 제25회 '남해의볕'으로 문공부 장관상 수상하였다.문공부 민족기록화 구국위업편 동학 전봉준 백산 제2봉기도를 제작하였다.1982년국전 초대작가로 지정되었다.
‘오방색의 화가’라 불렸다. 1981년 전남대학교 예술대학을 창설, 초대 교수를 지냈으며, Academie de la Grande Chaumiere,Paris Yves Brayer 교실에서 연구했다. 1985년 대한민국미술대전 심사위원을 하였다.1992년한국현대미술가 오승윤 화집 출간,제8회서울미술대전 운영위원 역임을하였다.1995년 UNESCO 한국 50인초대출품,UNESCO 본부에서 전시하였다.1996년 몬테카를로 국제현대미술전에서 특별상을 수상하는 등 유럽 화단의 주목을 받기도 했으며, 1998년 30 Collectionneurs Presentent 60Artistes.Espace PIERRE CARDIN,Paris에 초대전시되었다. 1999년 6월 프랑스의 미술지 〈위니베르 데자르〉(Univers Des Arts)의 표지에 아시아 최초로 오승윤의 작품〈풍수 〉가 실렸다.

## 경력
- 1974-1977 전남미술대전 심사위원, 1974-1982 전남대 예술대학 창설 및 교수, 1977-1981 국전 추천작가 및 초대작가, 1985-1995 미술대전 심사위원 및 운영위원 등[4]

### 개인전
- 1977 개인전 (광주 전일미술관), 1980 개인전(광주 현대화랑), 1997 개인전(광주 원화랑) 등[4]

### 단체전
- 1977 역대국전수상작가전(국립현대미술관), 1986 한국현대미술의 어제와 오늘전(국립현대미술관), 1990 한국미술:오늘의 상황전(예술의전당), 1993∙2003 살롱 도톤전(파리 그랑팔레), 1994 서울국제현대미술제(국립현대미술관), 2000 한국현대미술작가전(일본 삿포로 이베소도회장) 등[4]

## 수상
- 1968 목우회 공모전 최고상, 1969 전남미술대전 최고상, 1976 국전 문공부장관상, 1996 모나코 몬테카를로국제현대미술전특별상, 2004 세계평화교육자상[4]

## 죽음
2006년 1월 13일 광주광역시 서구 풍암동 ㅈ아파트에서 투신해 자살했다. 유족들은 “고인이 지난해 수차례 서울 전시회가 연기된데다, 계약을 끝낸 출판사에 작품 40여 점을 건넸는데도 화집 출간이 미뤄지자 소송을 준비했다”며 “심각한 정신적 중압감으로 최근 우울증세를 보였다”고 말했다.
당시 오승윤과 한 출판사가 ‘1년에 500만원 가치의 그림을 그려 출판사에 내면 출판사는 그만큼의 대가를 지불하는 한편 1억원 정도를 투자해 2004년까지 화집을 발간한다’는 골자의 계약서를 썼다고 한다. 문제는 여기에 ‘단 2006년까지 오화백은 화집에 들어있는 작품을 일반에 팔 수 없고 화집이 나올 때까지는 이미 받은 작품과 200호 이내에서 교환할 수 있다’는 단서가 붙었다는 것이다. 이 때문에 출판사는 끊임없이 오승윤에게 그림을 요구했고, 가져간 것만 유화 25점, 드로잉 7점, 판화 원판 37점이라고 한다. 오승윤은 출판사의 요구에 지친 데다 그림을 돌려받을 가능성이 없다고 판단해 상심한 나머지 스스로 목숨을 끊었다.

## 작품 세계
오승윤은 “한국인의 영혼을 간직한 한국적인 그림을 그리고 싶었다. 내 작품의 영원한 명제는 자연과 인간의 조화이며 평화이다.”라고 말했다. 오승윤은 자신의 작품이 단청과 민화에서 힌트를 얻은 것이라고 밝혔다.
그의 작품 세계는 매우 단순하면서도 풍수와 샤머니즘을 섞은 오방정색(五方正色)의 세계이다. 오방정색 중 청(靑)은 동(東), 백(白)은 서(西), 적(赤)은 남(南), 흑(黑)은 북(北), 황(黃)은 중앙을 뜻한다.
미술평론가 윤범모는 “유화 붓을 든 화가 오승윤의 단순한 구성과 소재는 어쩌면 긴장미라든가 무게감각을 해치게 할지도 모른다. 그럼에도 불구하고 우리가 놓칠 수 없는 것은 그의 독자적 발성법”이라면서, “오승윤의 평생 명제는 자연과 인간의 조화, 바로 오방색으로 풀어낸 평화사상이었다”라고 평가했다.